# Wilhelm Tell

Gessler i Tell

Wilhelm Tell – legendarna postać szwajcarskiego bohatera narodowego. Za rodzinne strony Wilhelma Tella uważa się miejscowość Bürglen w szwajcarskim kantonie Uri.
Szwajcar nie chciał ukłonić się przed symbolem władzy cesarskiej, za co został ukarany przez austriackiego starostę Hermanna Gesslera. Ten ostatni postawił na rynku w Altdorfie (stolicy kantonu) słup, na którym zatknął swój kapelusz. Mieszkańcy, przechodząc obok, mieli oddawać mu pokłon. Wilhelm Tell tego nie uczynił, więc pojmano go i sprowadzono przed oblicze starosty. Ten, słysząc o sławie kusznika, wymyślił próbę: Tell musiał zestrzelić z kuszy (inne wersje - z łuku) jabłko ustawione na głowie swojego syna Waltera. Jeśliby chybił - obu czekała śmierć. Z próby wyszedł zwycięsko, jednak spytany, w jakim celu w jego kołczanie znajdowały się dwa bełty odparł, iż gdyby pierwszym trafił syna - drugim zabiłby starostę. Za zamiar zabójstwa Gesslera, Tella skazano na dożywocie w twierdzy Küssnacht. W trakcie transportu łodzią przez jezioro Urnersee uciekł. Wkrótce zabił Gesslera, dając tym samym znak do powstania, które doprowadziło do uwolnienia sprzysiężonych w Rütli kantonów spod władzy cesarskiej. Według tradycji zdarzenie to datowane jest na rok 1307.

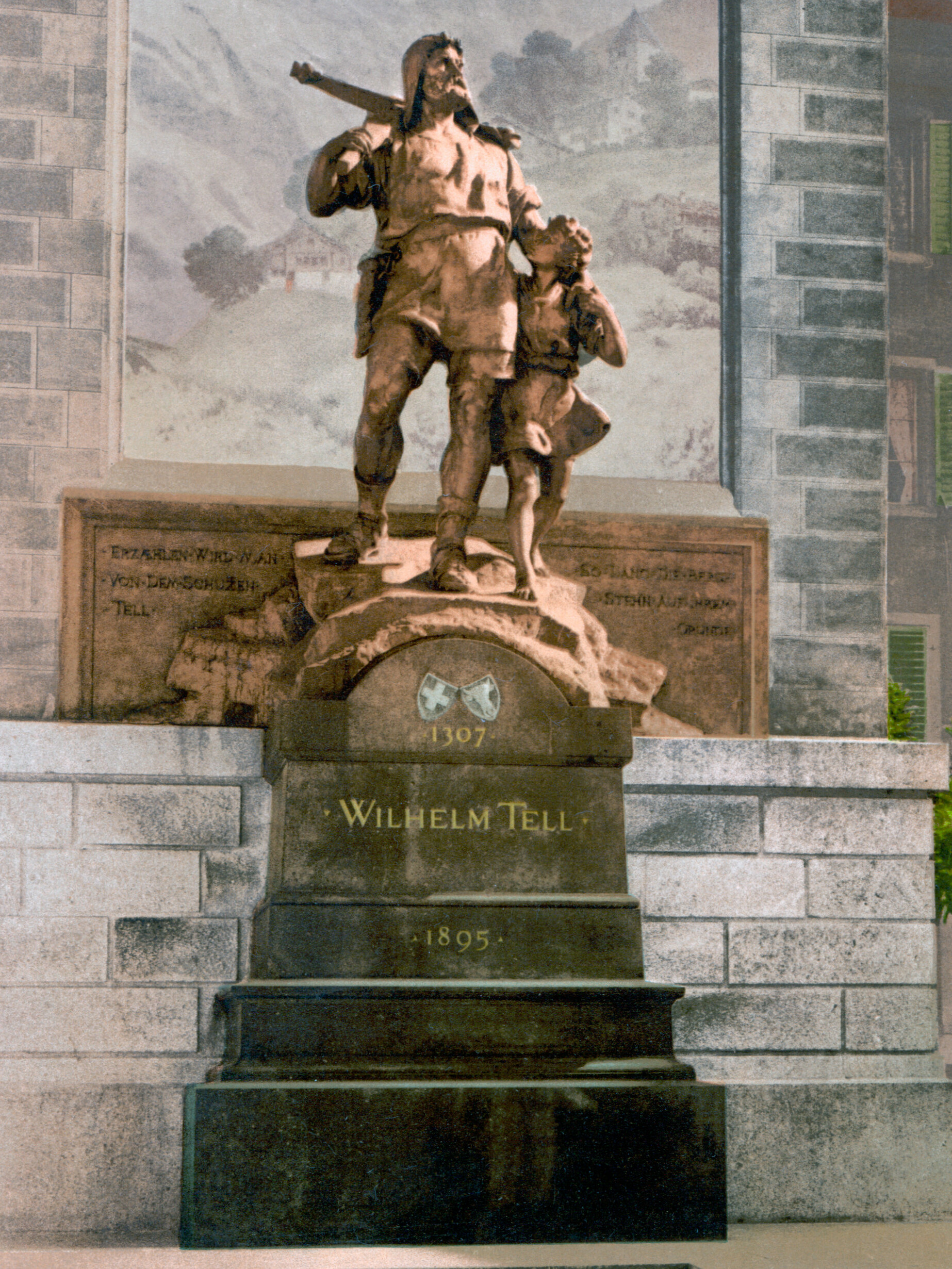
Wilhelm Tell z synem - pomnik w Altdorfie.

Legenda ta była inspiracją wielu utworów literackich, scenicznych oraz opery Gioacchino Rossiniego. W Bürglen w kantonie Uri znajduje się muzeum Wilhelma Tella. Serial „Kusza" opowiadający o Wilhelmie Tellu został wyemitowany przez TVP2 na początku lat dziewięćdziesiątych.